# Złotolin
Złotolin (ukr. Золотолин) – wieś na Ukrainie, w obwodzie rówieńskim, w rejonie rówieńskim, w hromadzie Kostopol. W 2001 liczyła 969 mieszkańców, spośród których 964 wskazało jako ojczysty język ukraiński, 4 rosyjski, a 1 węgierski.
W okresie międzywojennym wieś znajdowała się w granicach II RP, wchodząc w skład gminy Stydyń w powiecie kostopolskim, w województwie rówieńskim.